# Сидорин, Александр Иванович
Александр Иванович Сидорин (2 марта 1924, Кладбищи, Симбирская губерния — декабрь 1943, Коростенский район, Житомирская область) — Гвардии сержант Рабоче-крестьянской Красной Армии, участник Великой Отечественной войны, Герой Советского Союза (1943).

## Биография
Александр Сидорин родился 2 марта 1924 года в селе Междуречье (ныне — Алатырский район Чувашии). Окончил начальную школу. В августе 1942 года Сидорин был призван на службу в Рабоче-крестьянскую Красную Армию. С сентября того же года — на фронтах Великой Отечественной войны.
К сентябрю 1943 года гвардии сержант Александр Сидорин командовал отделением 4-го гвардейского стрелкового полка 6-й гвардейской стрелковой дивизии 13-й армии Центрального фронта. Отличился во время битвы за Днепр. 22 сентября 1943 года отделение Сидорина в числе первых переправилось через Днепр в районе села Теремцы Чернобыльского района Киевской области Украинской ССР и приняло активное участие в боях за захват и удержание плацдарма на его западном берегу. 29 сентября 1943 года в ходе дальнейшего наступления отделение успешно переправилось через Припять к югу от Чернобыля. На следующий день в бою за село Оташево Чернобыльского района Сидорин лично уничтожил 2 огневые точки и 15 солдат и офицеров противника.
Указом Президиума Верховного Совета СССР от 16 октября 1943 года за «мужество и героизм, проявленные при форсировании Днепра и в боях на захваченном плацдарме» гвардии сержант Александр Сидорин был удостоен высокого звания Героя Советского Союза. Орден Ленина и медаль «Золотая Звезда» он получить не успел, так как в декабре того же года пропал без вести.

## Награды
Был также награждён двумя орденами Красной Звезды и рядом медалей.

## Память
В честь Сидорина названы улицы в посёлке Киря и в селе Междуречье Алатырского района.